# Dobbrun
Dobbrun ist ein Ortsteil der Hansestadt Osterburg (Altmark) im Landkreis Stendal im Norden des Landes Sachsen-Anhalt.

## Geographie

### Lage
Dobbrun, eine Streusiedlung mit einer Kirche, liegt etwa fünf Kilometer nördlich von Osterburg am westlichen Rand der Wische in der Altmark. Der Landgraben Dobbrun fließt durch das Dorf und mündet im Nordwesten in die westlich fließende Biese. Südlich des Dorfes mündet die Cossitte in die Biese.
Das langgestreckte Dorf wird heute vor allem durch kleinere Siedlungshäuser und Eigenheime geprägt, die während der DDR-Zeit und seit der Wende entstanden sind.
Nachbarorte sind Polkern im Westen, Behrend im Nordwesten, Gehrhof im Norden, Falkenberg im Nordosten, Blankensee im Osten, Berken und Tornowshof im Südosten, Kattwinkel im Süden und Kalandshofen im Südwesten.

### Ortsteilgliederung
Der Ortsteil besteht heute aus dem Reihendorf Dobbrun, das sich über 1,5 Kilometer in Nord-Süd-Richtung erstreckt. Zur ehemaligen Gemeinde Dobbrun gehörte der 800 Meter südöstlich des Dorfes gelegene Tornowshof, ein Einzelhof, der auf dem Urmesstischblatt von 1843 als Die Horst/Nicolaus Falk aus Dobbrun beschriftet ist, ein ehemaliger Freihof,

## Geschichte

### Mittelalter bis Neuzeit
Im Jahre 1305 wurde ein Zabellus de Doberun pincerna noster in Spandau als Zeuge in einer Urkunde aufgeführt. Zabel von Dobbrun war Mundschenk des Markgrafen Hermann, vier Jahre später wurde er vom Markgrafen Waldemar als „unser Ritter“ bezeichnet. Ein dominus hermannus, plebanus wurde 1337 in dobrun genannt. Weitere Nennungen sind 1442 vor dobberun, 1687 Dobbrun und 1804 das Dorf Dobbrun mit einem Freihof, 5 Ganzbauern, 5 Halbkossäten, 4 Einliegern und einem Krug.

### Burg Dobbrun
Im Jahre 1441 wurden Johann und Heinrich von Eyckendorf von Kurfürst Friedrich mit dem Hof, Dorf und dem Burglehn zu Dobbrun belehnt, nachdem sie diese von den von Schönberg erworben hatten. Das deutet darauf hin, dass es im Dorf eine mittelalterliche Burganlage gegeben hat.

### Landwirtschaft

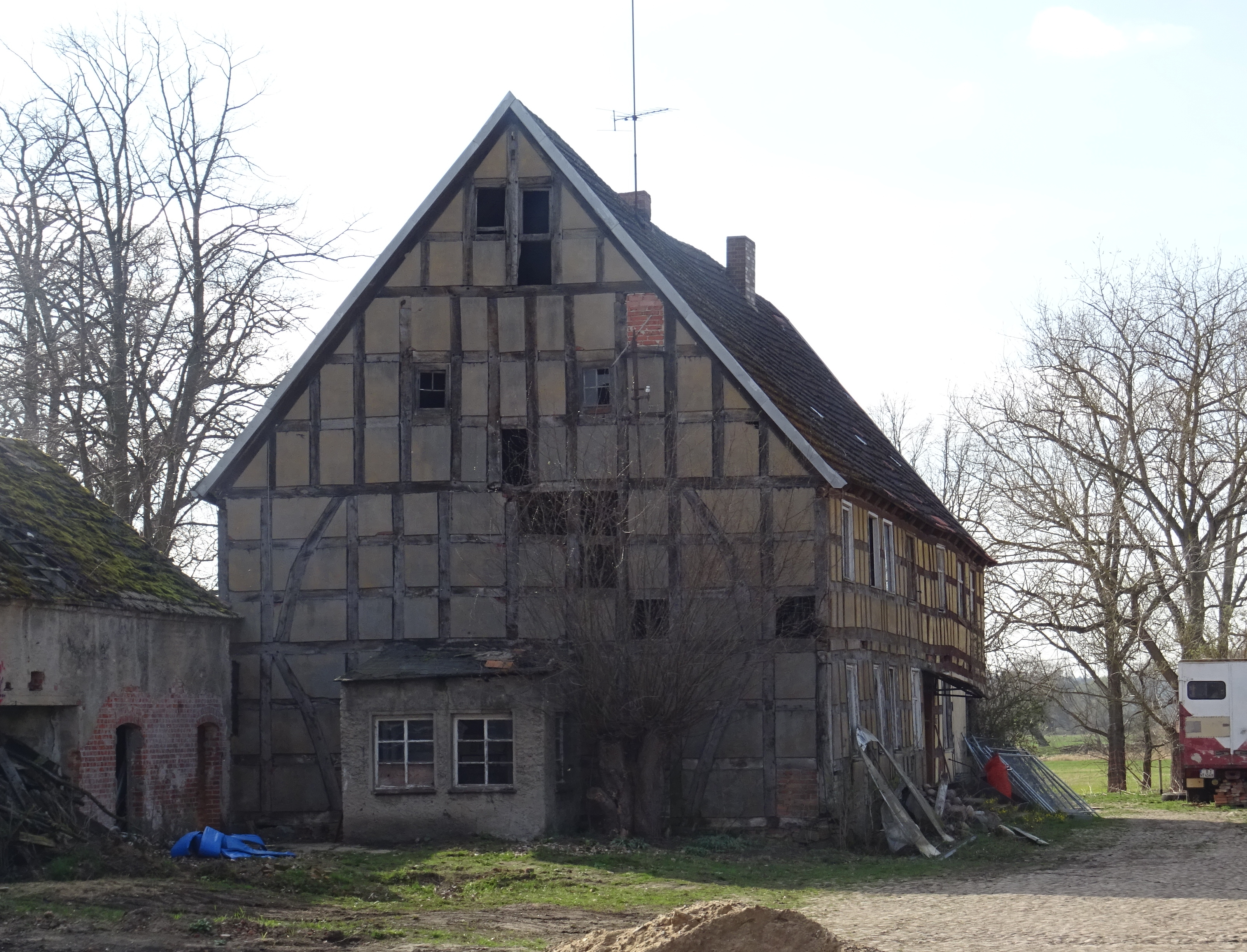
Bauernhof Dorfstraße 34/35 (2019)

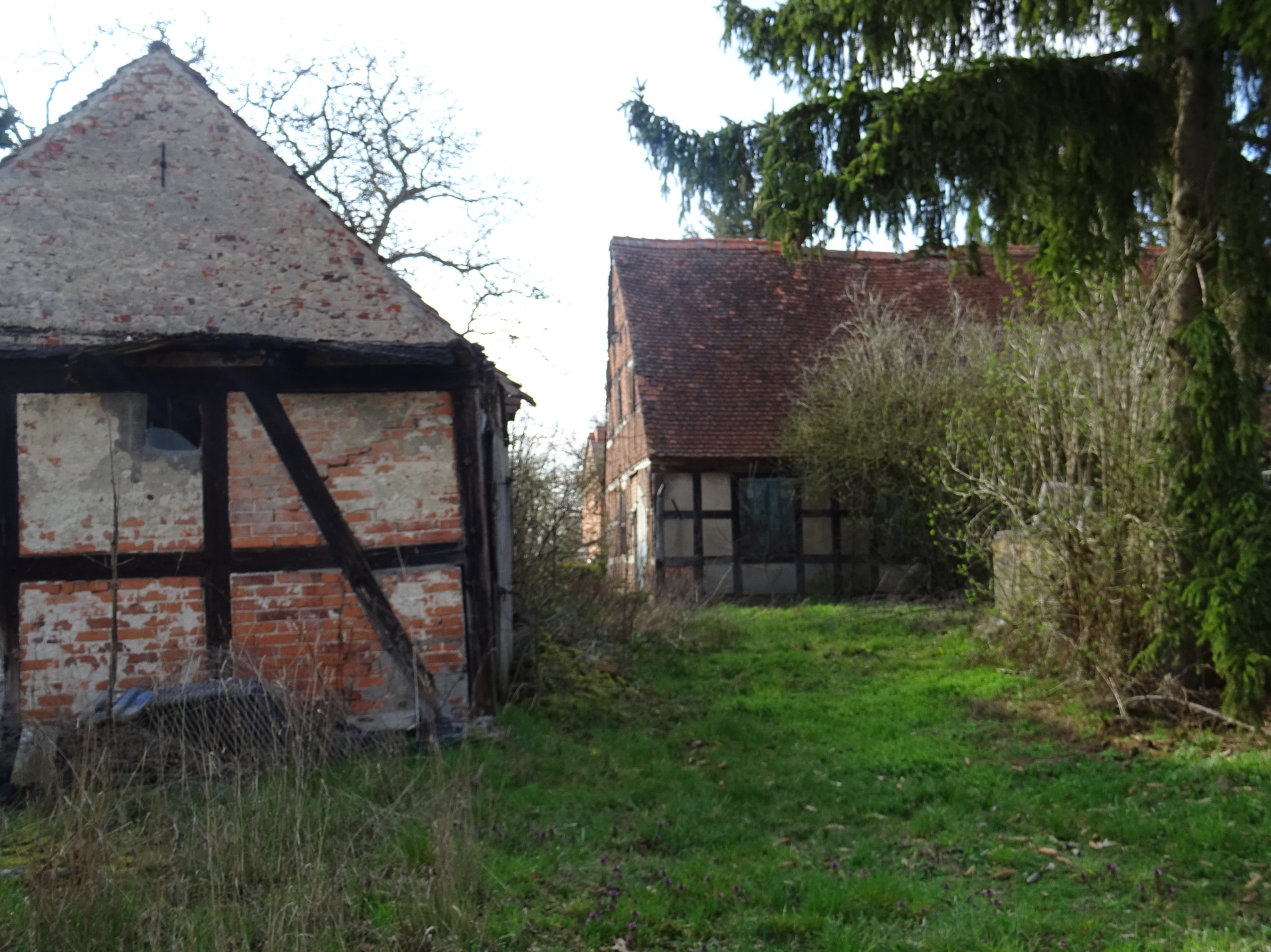
Bauernhof Dorfstraße 5 (2019)

Bei der Bodenreform wurden 1945 ermittelt: 3 Besitzungen über 100 Hektar hatten zusammen 482 Hektar, 6 Besitzungen unter 100 Hektar hatten zusammen 866 Hektar und eine Kirchenbesitzung hatte 32 Hektar. Enteignet wurden das Gut von Walter Schluß, welches in Dobbrun knapp 315 Hektar umfasste, und zwei weitere große Bauernhöfe von knapp 140 und 115 Hektar. Das Gut wurde als bedeutender Rinderzuchtbetrieb von der Aufsiedlung ausgenommen, in ein Provinzialgut umgewandelt, dieses wurde 1948 Landesgut, 1949 dann Volksgut. Schließlich wurde es 1954 dem Volkseigenen Gut VEG Esack angegliedert. Im Jahre 1948 hatten aus der Bodenreform 24 Vollsiedler jeder über 5 Hektar und 12 Kleinsiedler jeder unter 5 Hektar erworben, so dass sich auch das Dorfbild von Dobbrun erheblich veränderte.
Im Jahre 1953 entstand die erste Landwirtschaftliche Produktionsgenossenschaft vom Typ III oder Typ I, die LPG „Biesengrund“, die 1953 wieder aufgelöst wurde. 1954 entstand die zweite LPG vom Typ III, die LPG „1. Mai“.

### Herkunft des Ortsnamens
Der Name könnte auf einen slawischen Personennamen doberik oder auf dobr, düöbre im Sinne von fruchtbar zurückzuführen sein.

### Eingemeindungen
Am 25. Juli 1952 wurde die Gemeinde Dobbrun aus dem Landkreis Osterburg in den Kreis Osterburg umgegliedert. Am 15. Oktober 1993 erfolgte die Eingemeindung in die Stadt Osterburg (Altmark).

### Einwohnerentwicklung
| Jahr | Einwohner |
| ---- | --------- |
| 1734 | 089       |
| 1775 | 108       |
| 1789 | 137       |
| 1798 | 143       |
| 1801 | 135       |
| 1818 | 110       |
| 1840 | 126       |
| 1864 | 163       |

| Jahr | Einwohner |
| ---- | --------- |
| 1871 | 148       |
| 1885 | 158       |
| 1892 | [00]150   |
| 1895 | 153       |
| 1900 | [00]131   |
| 1905 | 158       |
| 1910 | [00]169   |
| 1925 | 199       |

| Jahr | Einwohner |
| ---- | --------- |
| 1939 | 142       |
| 1946 | 263       |
| 1964 | 217       |
| 1971 | 212       |
| 1981 | 189       |
| 1993 | 191       |
| 2011 | [00]120   |
| 2012 | [00]125   |

| Jahr | Einwohner |
| ---- | --------- |
| 2018 | [00]125   |
| 2019 | [00]118   |
| 2020 | [00]113   |
| 2021 | [00]108   |
| 2022 | [0]105    |
| 2023 | [0]99     |

Quelle wenn nicht angegeben, bis 1993:

## Religion
Die evangelische Kirchengemeinde Dobbrun, die früher zur Pfarrei Dobbrun bei Osterburg gehörte, ist seit 2007 Teil des Kirchspiels Osterburg und wird betreut vom Pfarrbereich Osterburg im Kirchenkreis Stendal im Bischofssprengel Magdeburg der Evangelischen Kirche in Mitteldeutschland.
Die ältesten überlieferten Kirchenbücher für Dobbrun stammen aus dem Jahre 1685.
Die katholischen Christen gehören zur Pfarrei St. Anna in Stendal im Dekanat Stendal im Bistum Magdeburg.

## Kultur und Sehenswürdigkeiten

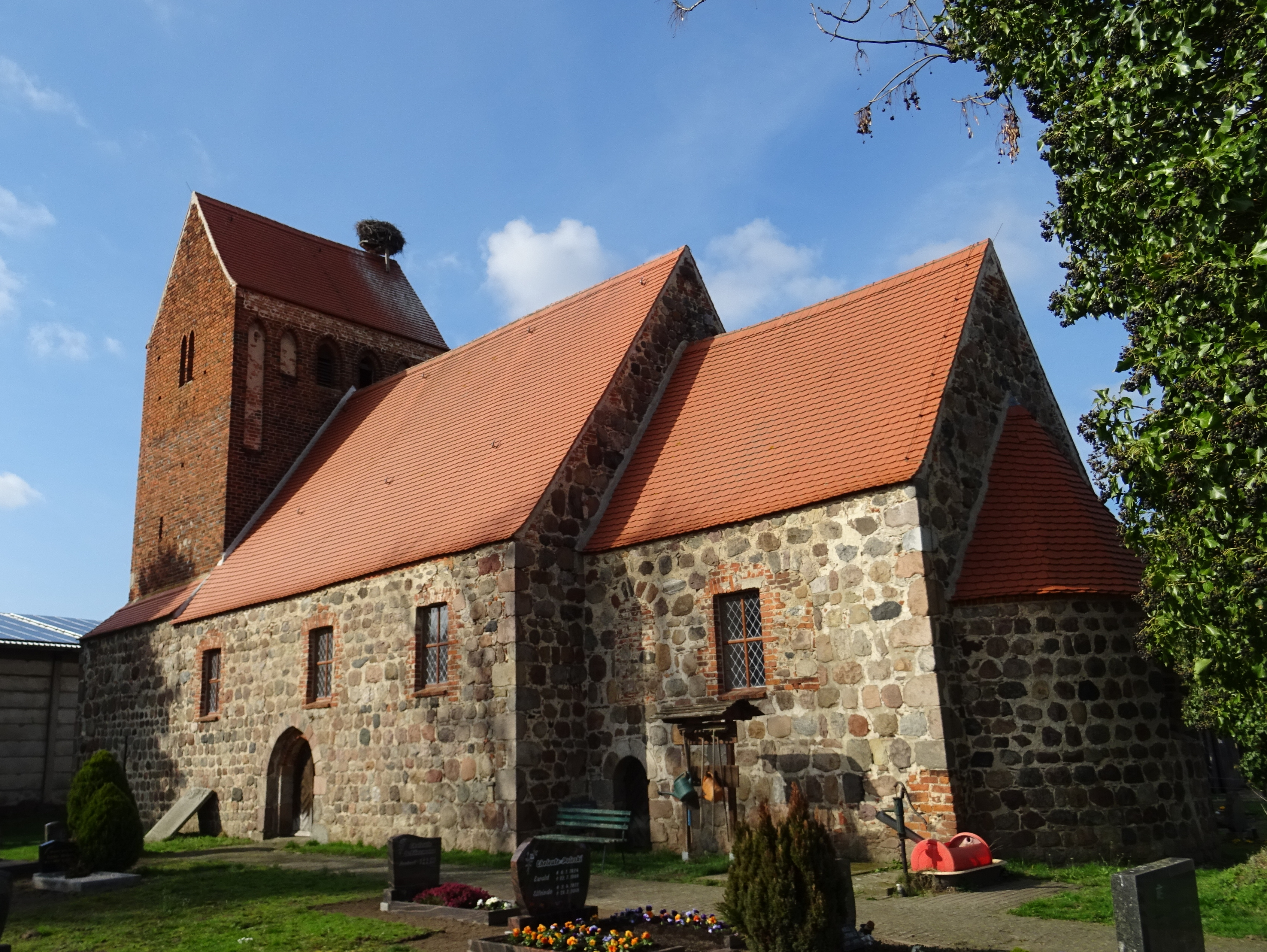
Evangelische Dorfkirche Dobbrun

- Die evangelische Dorfkirche Dobbrun ist eine vierteilige romanische Feldsteinkirche, die in der ersten Hälfte des 12. Jahrhunderts errichtet wurde.[23]
- Der Ortsfriedhof ist auf dem Kirchhof.
- Mehrere Bauernhöfe im Dorf stehen unter Denkmalschutz.

### Vereine
Der Förderverein der Freiwilligen Feuerwehr Dobbrun e. V. unterstützt die Freiwillige Feuerwehr im Ort.

## Persönlichkeiten
Heinrich Christoph Steinhart (1762–1810) wirkte ab 1791 als Pastor und Autor in Dobbrun. Bedeutend für die Regionalgeschichte der Altmark ist sein anonym herausgegebenes zweibändiges Werk Ueber die Altmark.